# Giampiero Simoni

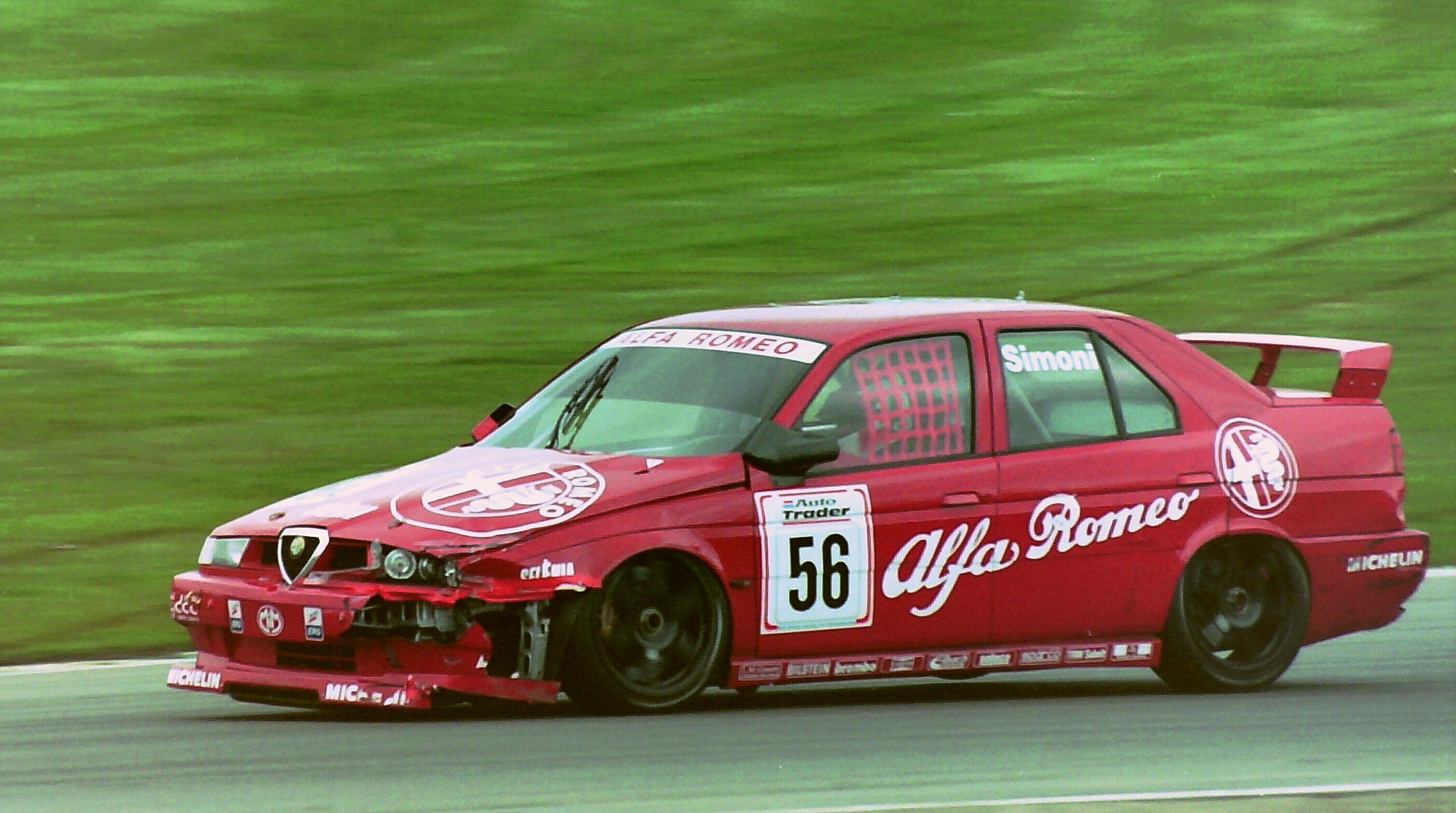
Simoni im Alfa Romeo 155

Giampiero Simoni (* 12. September 1969 in Porto San Giorgio) ist ein ehemaliger italienischer Automobilrennfahrer.

## Karriere
Simoni begann seine Karriere im Kartsport, wo er 1987 Kart-Weltmeister in der Formel K wurde. 1989 wechselte er in den Monoposto, startete in britischen Formel Ford 1600 und wurde 14. beim Formel Ford Festival. 1990 wechselte Simoni in die Italienische Formel-3-Meisterschaft, in der er bis 1992 startete (Platz 14 1991, Platz 3 1992). Außerdem startete er 1991 (Platz 14) und 1992 (Platz 3) beim Formel-3-Grand-Prix in Monaco. 1992 wechselte Simoni in die Internationale Formel-3000-Meisterschaft und wurde 17. in seiner Debütsaison. 1993 blieb er dieser Serie treu und wurde 21. am Saisonende. 1994 wechselte Simoni in den Tourenwagensport in die British Touring Car Championship und wurde auf Anhieb Fünfter in der Gesamtwertung. 1995 blieb er dieser Serie treu und wurde Gesamt-17. Außerdem startete er in der spanischen Tourenwagen-Meisterschaft sowie beim Lauf in Diepholz in der DTM für das Team Alfa Corse 2, wo er nicht ins Ziel kam. 1996 wechselte Simoni in die All Japan Grand Touring Car Championship und wurde 23. in der GT500-Klasse. 1997 startete Simoni in der belgischen Procar-Serie.

## Statistik

### Karrierestationen
- bis 1988 Kartsport
- 1989: LUK RAC British FF1600 Championship
- 1989: Formel Ford Festival (Platz 14)
- 1990: Italienische Formel-3-Meisterschaft
- 1991: Italienische Formel-3-Meisterschaft (Platz 13)
- 1991: Formel 3 Grand Prix Monaco (Platz 14)
- 1992: Formel 3 Grand Prix Monaco (Platz 3)
- 1992: Italienische Formel 3 (Platz 7)
- 1992: Formel 3000 International (Platz 17)
- 1993: Formel 3000 International (Platz 21)
- 1994: British Touring Car Championship (Platz 5)
- 1995: Spanische Tourenwagenmeisterschaft
- 1995: Deutsche Tourenwagen-Meisterschaft
- 1995: British Touring Car Championship (Platz 17)
- 1996: All-Japan Grand Touring Car Championship – Klasse GT500 (Platz 23)
- 1997: Belgische PROCAR-Serie